# Mesochorus juranus
Mesochorus juranus là một loài tò vò trong họ Ichneumonidae.